# Jennifer Hilary
Jennifer Mary Hilary (Frimley, 14 dicembre 1942 – Londra, 6 agosto 2008) è stata un'attrice cinematografica e attrice teatrale britannica.
Si rese nota al pubblico del West End per l'interpretazione sul palco del personaggio di Milly nel dramma di Henry James Le ali della colomba; successivamente intraprese la carriera cinematografica e televisiva.
È morta di cancro nel 2008, a 65 anni.

## Filmografia parziale
- Becket e il suo re (Becket), regia di Peter Glenville (1964)
- Gli eroi di Telemark (The Heroes of Telemark), regia di Anthony Mann (1965)
- La strada sbagliata (The Idol), regia di Daniel Petrie (1966)
- Attacco: piattaforma Jennifer (North Sea Hijack), regia di Andrew V. McLaglen (1980)
- Cinque giorni una estate (Five Days One Summer), regia di Fred Zinnemann (1982)
- L'ispettore Barnaby (Midsomer Murders) - serie TV, episodi 3x01 (1999)